# Caudillo

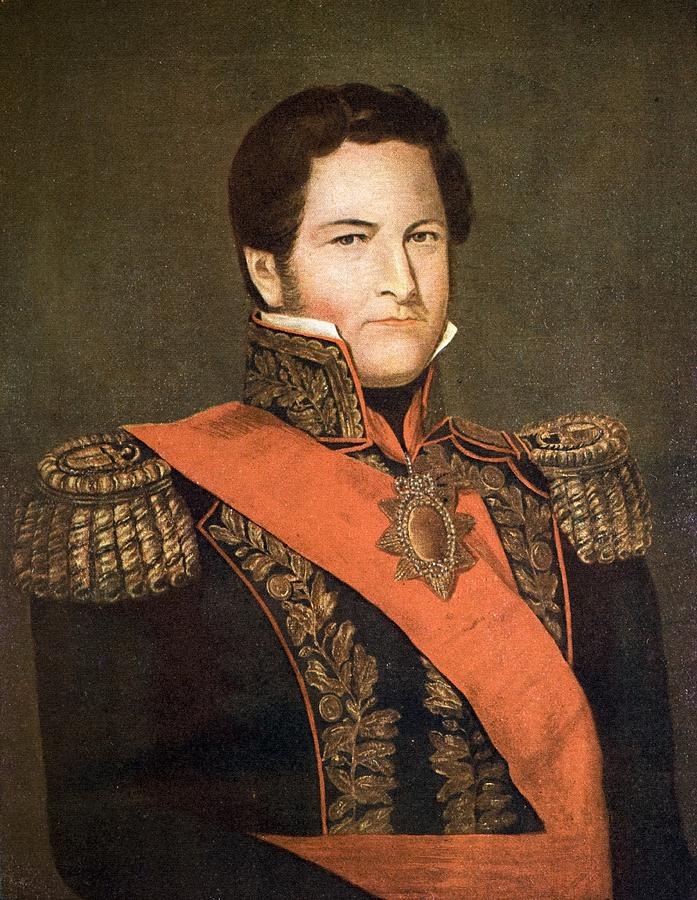
Argentiniës Juan Manuel de Rosas geldt als schoolvoorbeeld van een caudillo

In de letterlijke betekenis is caudillo het Spaanse woord voor leider. Doorgaans wordt het echter gebruikt om een specifiek soort leider aan te duiden, die zijn macht baseert op persoonlijke banden en cliëntelistische netwerken. Het hoogtepunt van de caudillo's was in de 19e eeuw, alhoewel in sommige Latijns-Amerikaanse landen nog steeds caudillo's voorkomen.
Caudillo's worden doorgaans geassocieerd met Latijns-Amerika, en doken voor het eerst op in de 19e eeuw. Al eerder zijn er echter personen geweest met een vergelijkbare leidersstijl, waaronder de 'grote mannen' als Gaius Marius en Julius Caesar uit de late Romeinse Republiek en de condottieres van het middeleeuwse Italië. Caudillo's in Latijns-Amerika vonden hun oorsprong in het Spaanse koloniale beleid waarbij een klein aantal professionele soldaten werd voorzien van grote hoeveelheden soldaten die werden gerekutreerd uit de lokale bevolking om de openbare orde te handhaven. Het salaris van deze leiders was verwaarloosbaar, maar wel genoten zij groot aanzien en fuero's, privileges waardoor ze waren vrijgesteld van bepaalde belastingen of plichten.
Caudillo's zijn doorgaans dan ook militaire leiders, die regeren met sterk persoonlijk gezag. Ze onderhouden vaak persoonlijke banden met hun volgelingen op basis van reciprociteit; de caudillo schenkt zijn aanhangers posities, diensten, geld of goederen, en de aanhangers steunen hun caudillo politiek en militair. Veel van de leiders in de Latijns-Amerikaanse onafhankelijkheidsoorlog waren caudillo's, die na de onafhankelijkheidsoorlog de macht in het land dat zij bevrijd hadden op zich namen. Soms waren het hacendados die van hun macht gebruik wilden maken om hun rijkdom te behouden, en soms zetten ze zich juist af tegen de elite om zo aan populariteit te winnen. Wanneer er meerdere belangrijke caudillo's binnen een land waren brak er vaak een burgeroorlog uit tussen de aanhangers. De persoonlijke banden van caudillo's met hun soldaten waren zo sterk, dat op het hoogtepunt van het caudillismo nationale legers vaak machteloos waren. In 1872 werd in Venezuela het nationale leger zelfs geheel afgeschaft, en bestonden er alleen nog legertjes die geleid werden door caudillo's.
Veel caudillo's kenden een persoonlijkheidscultus en zelfs tegenwoordig willen de emoties nog weleens hoog oplopen wanneer de daden van een caudillo ter sprake komen. Veel caudillo's zijn nog steeds ongekend populair, dan wel ongekend gehaat, ook wanneer ze al 150 jaar geleden zijn overleden.

## Bekende caudillo's
| - Gregorio Conrado Álvarez, Uruguay - Juan Álvarez, Mexico - Arnulfo Arías, Panama - Joaquín Balaguer, Dominicaanse Republiek - Fulgencio Batista, Cuba - Manuel Isidoro Belzu, Bolivia - Simón Bolívar, (Groot-Colombia, Peru, Bolivia) - Plutarco Élias Calles, Mexico - Lázaro Cárdenas, Mexico - Rafael Carrera, Guatemala - Ramón Castilla, Peru - Cipriano Castro, Venezuela - Saturnino Cedillo, Mexico - Alberto Fujimori, Peru - Jorge Eliécer Gaitán, Colombia - Juan Facundo Quiroga, Argentinië - Francisco Franco, Spanje (zie hieronder) | - Gabriel García Moreno, Ecuador - Juan Vicente Gómez, Venezuela - Vicente Guerrero, Mexico - Lucio Gutiérrez, Ecuador - Antonio Guzmán Blanco, Venezuela - Maximiliano Hernández Martínez, El Salvador - Adolfo de la Huerta, Mexico - Victoriano Huerta, Mexico - Carlos Ibáñez del Campo, Chili - Juan Felipe Ibarra, Argentinië - José Tadeo Monagas, Venezuela - Manuel Noriega, Panama - Álvaro Obregón, Mexico - Manuel Odría, Peru - Bernardo O'Higgins, Chili - José Antonio Páez, Venezuela | - Juan Perón, Argentinië - Alfonso Portillo, Guatemala - Francisco Ramírez, Argentinië - Efraín Ríos Montt, Guatemala - José Gaspar Rodríguez de Francia, Paraguay - Juan Manuel de Rosas, Argentinië - José de San Martín, Argentinië - Antonio López de Santa Anna, Mexico - Francisco Solano López, Paraguay - Antonio José de Sucre, Bolivia, Peru - Omar Torrijos, Panama - Rafael Trujillo, Dominicaanse Republiek - Justo José de Urquiza, Argentinië - Getúlio Vargas, Brazilië - José María Velasco Ibarra, Ecuador - Pancho Villa, Mexico |

## Franco in Spanje
Franco's officiële ambt was El Caudillo; zijn geboorteplaats, het huidige Ferrol, stond bekend als El Ferrol del Caudillo.
De Spaanse Falangisten, een reactionaire en fascistische beweging, had deze titel aan haar leider Francisco Franco y Bahamunde verleend.
De titel was de Spaanse equivalent van het Duitse Führer en het Italiaanse Duce. De precieze titel was Caudillo de España y de la Cruzada wat Leider van Spanje en de kruistocht betekent. Met die kruistocht werd de strijd tegen liberale, linkse en progressieve politieke bewegingen bedoeld.
In 1947 werd de wet op de opvolging, de Ley de Sucesión en la Jefatura del Estado aangenomen. Franco bleef caudillo van een koninkrijk waarvan de troon vacant bleef. De wet van 1948 herstelde behalve de Grandeza ook de adeldom. De caudillo regeerde Spanje en verleende, in afwezigheid van een koning, op persoonlijke titel adeldom en Grandeza.